# پریت آیملا
پریت آیملا (استونیایی: Priit Aimla؛ زادهٔ ۱۹ آوریل ۱۹۴۱) نویسنده، شاعر، کمدین، سیاستمدار و نماینده سابق مجلس اهل استونی است.